# ディニー・ペイルズ
ディニー・ペイルズ（Dinny Pails, 1921年3月4日 - 1986年11月22日）は、オーストラリアの男子テニス選手。イングランド・ノッティンガム生まれ。1947年の全豪選手権男子シングルス優勝者で、1946年のウィンブルドン選手権男子ダブルス準優勝もある。フルネームは Dennis Robert Pails （デニス・ロバート・ペイルズ）というが、愛称の「ディニー」で呼ばれた。右利きの選手。

## 来歴
ペイルズの家族は、ディニーが1歳だった時の1922年にイングランドからオーストラリアのシドニーに引っ越した。ディニーは13歳からテニスを始め、1937年から全豪選手権にデビューする。3年後の1940年に初の準々決勝へ進出したが、この時はジョン・ブロムウィッチに 5-7, 0-6, 0-6 で惨敗した。1939年9月に勃発した第2次世界大戦により、テニス競技大会は全米選手権以外はすべて開催中止となり、全豪選手権は1940年大会の終了後、5年間の中断期間があった。
1945年に第2次世界大戦が終結し、1946年全豪選手権が終戦後最初の4大大会イベントになる。ペイルズはこの大会で男子シングルス決勝に進み、ブロムウィッチに 7-5, 3-6, 5-7, 6-3, 2-6 で敗れた。半年後のウィンブルドン選手権で、ペイルズは男子シングルスの第1シードに選ばれたが、準々決勝で第5シードのイボン・ペトラ（フランス）に 5-7, 5-7, 8-6, 4-6 で敗退した。ペトラとの準々決勝でセンター・コートに向かう途中、ペイルズはロンドンの地下鉄に20分乗り遅れ、緊張した状態で会場に着いたという逸話が残っている。この大会では、同じオーストラリアのジェフ・ブラウンと組んだ男子ダブルスで決勝に進出したが、アメリカペアのジャック・クレーマー＆トム・ブラウン組に 4-6, 4-6, 2-6 で敗れて準優勝になった。（同時代に活躍したこともあり、オーストラリアのジェフ・ブラウンとアメリカのトム・ブラウンは間違えやすい。）
1947年の全豪選手権男子シングルス決勝は、2年連続でディニー・ペイルズとジョン・ブロムウィッチの顔合わせになった。ペイルズはブロムウィッチを 4-6, 6-4, 3-6, 7-5, 8-6 のフルセットで破り、終戦後の全豪選手権で初優勝を飾った。この後、ウィンブルドン選手権ではジャック・クレーマーとの準決勝まで勝ち進んだが、自身唯一の出場となった全米選手権は4回戦敗退に終わる。1947年の終わり頃、ペイルズはクレーマーと一緒に「プロテニス選手」に転向した。クレーマーの著書『ゲーム－テニスにおけるわが40年』（The Game: My 40 Years in Tennis）には、プロテニスツアーの同僚だったペイルズに関する詳しい描写が残されている。プロツアー引退後はテニスコーチになり、1986年11月22日にオーストラリア・シドニーにて65歳で死去した。
ペイルズは1946年と1947年の2年間、男子テニス国別対抗戦・デビスカップのオーストラリア代表選手を務めた。彼が起用された試合はすべてシングルス戦であったが、終戦直後のオーストラリアはアメリカに勝てず、ペイルズはジャック・クレーマー、ガードナー・ムロイ、テッド・シュローダーのアメリカ勢に全敗した。1947年「インターゾーン」決勝の対チェコスロバキア戦でヤロスラフ・ドロブニーに敗れた黒星もあり、ペイルズのデビスカップ成績は「3勝5敗」となった。

## 主な成績
- 全豪選手権　男子シングルス：1勝（1947年）　［準優勝1度：1946年］
- ウィンブルドン選手権　男子ダブルス準優勝：1946年